# Permanska malmgården

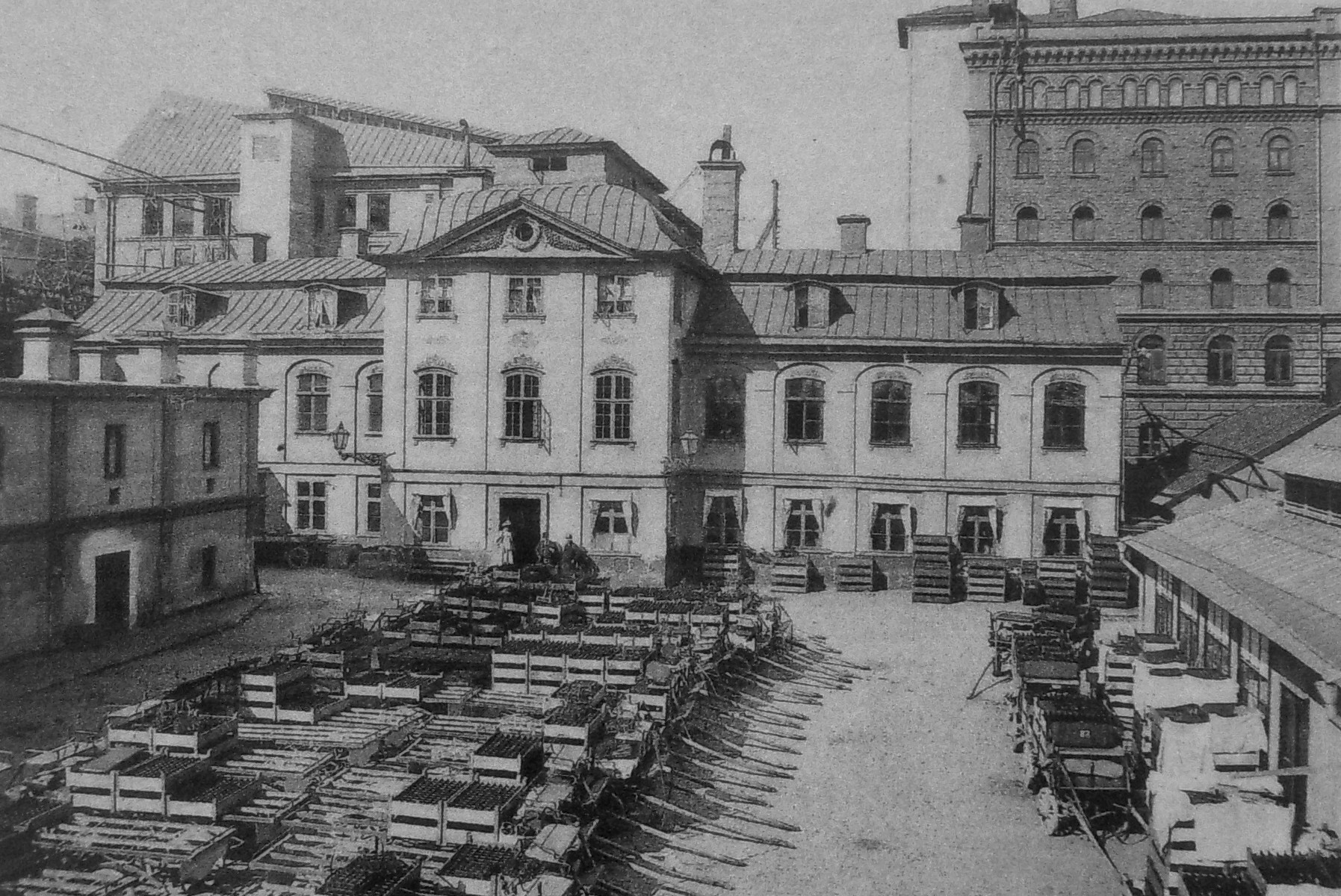
Permanska malmgården 1890

Permanska malmgården var en malmgård belägen i kvarteret Mullbärsträdet på Kungsholmen i Stockholm. Den palatsliknande malmgården byggdes av rådmannen Thomas Perman på 1670-talet efter ritningar av arkitekten Mathias Spihler.  Gården var magnifikt inredd och hade en blomstrande trädgård; kvartersnamnet Mullbärsträdet vittnar fortfarande härom. Malmgården var Permans sommarbostad; sin permanentbostad hade han vid Järntorget i Gamla stan. 1686 förvärvade han en tomt i kv. Proserpina norr om Gamla riksbankshuset i Gamla stan. Tomten bebyggdes med det säteritaksförsedda hus som ses i Sueciaverkets utsikt över staden från öster och i kopparsticket av Gamla riksbankshuset. Möjligen vände sig Perman åter till sin tidigare arkitekt för nybyggnaden som hade strama enhetliga fasader och ett högt säteritak. 
Efter Permans död användes malmgården av olika industrier, bland annat en saffiansfabrik under 1700-talet, senare en tobaksfabrik och på 1850-talet ett snickeri. 1859 inköptes den av det nybildade Brusells Bryggeri AB (senare S:t Eriks Bryggeri). Malmgårdens huvudbyggnad användes inom bryggeriets verksamhet; ibland som tjänstebostad, ibland som kontor. Byggnaden fanns fram till 1902, då det revs för att ge plats åt nya bryggeribyggnader.

## Interiörbilder
Interiörbilder av fotografen Frans Gustaf Klemming (1859-1922) tagna år 1902 strax före rivningen av malmgården.
|  |  |